# Némethy Ödön
Némethy Ödön József (Győr, 1873. december 24. – Budapest, 1940. június 21.) Győr, Moson és Pozsony közigazgatásilag egyesített vármegyék alispánja, főszolgabíró, a magyar király honvéd huszárezred tartalékos hadnagya.

## Családja és származása
Egy nemesi családban született. Apja dr. nemes Némethy Ernő (1841–1883), királyi ügyész, anyja Jerfy Emília (1851–1942). Az apai nagyszülei nemes Némethy Pál (1813–1889) balatonfüredi gyógyszerész és győri városi képviselő  és Schücktanz Anna (1816–1887) voltak. Az anyai nagyszülei Jerfy József (1813–1889), földbirtokos, bérháztulajdonos, és Herr Ágnes voltak. Jerfy József eredetileg a Hergeszell vezetéknév alatt született és fivérével idősebb Hergeszell Antallal a "Jerfy" nevet vették fel királyi engedéllyel; ifjabb Hergeszell Antal, azaz ifjabb Jerfy Antal (1838–1913), királyi tanácsos, a Győri Első Takarékpénztár vezérigazgatója, valamint gyermekei 1886. július 1-jén magyar nemességet, címert és a "csanaki" előnevet szerezték adományban I. Ferenc József magyar királytól.

## Élete
Az alaptanulmányai után jogot végzett. 1906. május 28-án Győr vármegye törvényhatósági bizottsága tartotta rendes tavaszi közgyűlését és II. osztályú aljegyzővé Némethy Ödön III. osztályú aljegyzőt választották meg. Győr megye főispánja 1906. május 10-én Némethy Ödön aljegyzőt tiszteletbeli főjegyzővé nevezte ki.
1907. december 19-én zajlott a Győr vármegye tisztújító közgyűlése, amelyen Némethy Ödön második aljegyző szótöbbséggel a tószigetcsilizközi járás főszolgabírója lett. A tószigetcsilizközi járás főszolgabírói hivatalt hosszú évekig töltötte be egészen 1919-ig. 1919. október 27-én Győr vármegyében részleges tisztújítást tartottak és ez alkalommal alispánnak dr. Kuncz Jenő főjegyzőt, főjegyzőnek Némethy Ödönt választották meg.
1926. május 3-án délelőtt tartotta meg az ideiglenesen egyesített Győr, Moson és Pozsony vármegyék törvényhatósági bizottsága tavaszi közgyűlését Darányi Kálmán főispán elnöklete alatt. A megüresedett győri alispáni székbe dr. Némethy Ödön Győr vármegyei főjegyzőt választotta meg a közgyűlés. Győr-Moson és Pozsonyvár megyék törvényhatósági bizottsága 1929. december 16-án tartotta tisztújító közgyűlését Németh Károly dr. főispán elnöklésével. Az összes állásokra csak az eddigi tisztviselők adták be pályázatukat és így a közgyűlés közfelkiáltással, egyhangúlag, a régi tisztikart választotta meg. A főispán bejelentette, hogy Némethy Ödön alispán betegsége miatt nem jelenhetett meg a közgyűlésen, ezért javaslatára külön bizottság értesítette Némethy Ödönt megválasztásáról és vitte el neki a vármegye pecsétjét. 1928. júliusában Öttevény község képviselőtestülete a község díszpolgárává választotta dr. Némethy Ödön alispánt, aki tizenöt éven keresztül volt főszolgabirája a járásnak.
A vármegye kisgyűlése 1930. augusztus 10-én délelőtt 10 órakor Németh Károly dr. főispán elnöklésével gyűlést tartott. A gyűlésen foglalkoztak Némethy Ödön dr. alispán kérelmével, amelyben egészségi állapotára való tekintettel nyugdíjaztatását kérte. A kisgyűlés a kérelemnek egyhangúlag helyt adott és Némethy Ödön dr. alispánt az naptól számítva nyugdíjazták.

## Házassága és leszármazottjai
Némethy Ödön főszolgabirája, tartalékos huszárhadnagy, 1908. szeptember 15-én Győrben, feleségül vette a nemesi származású felső-zsidi Németh Margit (Győr, 1877. augusztus 1.–1951) kisasszonyt, akinek a szülei felső-zsidi Németh Miklós (1850–1929), Győr vármegye alispánja, és nagymányai Koller Terézia (1852–1885) voltak. Az apai nagyszülei felső-zsidi Németh Péter (1798–1881), uradalmi tiszttartó, és Holczer Terézia (1809–1855) voltak. Az anyai nagyszülei nagymányai Koller Ede (1820–1855), császári és királyi országos főtörvényszéki tanácsos, és Schaffer Terézia (1822–1894) voltak. Az anyai nagyanyai dédszülei nagymányai Koller József, haszonbérlő a Pest megyei Szentkirályon és Kletzár Erzsébet voltak. Némethy Ödön és Németh Margit frigyéből született:
- Némethy Bertalan (Győr, 1911. február 24. – Sarasota, Florida, Egyesült Államok, 2002. január 16.) a modern kori lovaglás egyik legkiemelkedőbb egyénisége.
- Némethy Lily. Férje: dr. Mikecz János (1901. – Budapest, 1948. április 5.).[31]
- Némethy Mária. Férje: Bobrovniczky Tamás (1908. – Budapest, 1983. december 29.), huszáralezredes.[32] Unokájuk Szalay-Bobrovniczky Kristóf honvédelmi miniszter.